# Drosophila tsigana
Drosophila tsigana este o specie de muște din genul Drosophila, familia Drosophilidae, descrisă de Burla și Gloor în anul 1952. Conform Catalogue of Life specia Drosophila tsigana nu are subspecii cunoscute.